# Vakıfbank S.K.

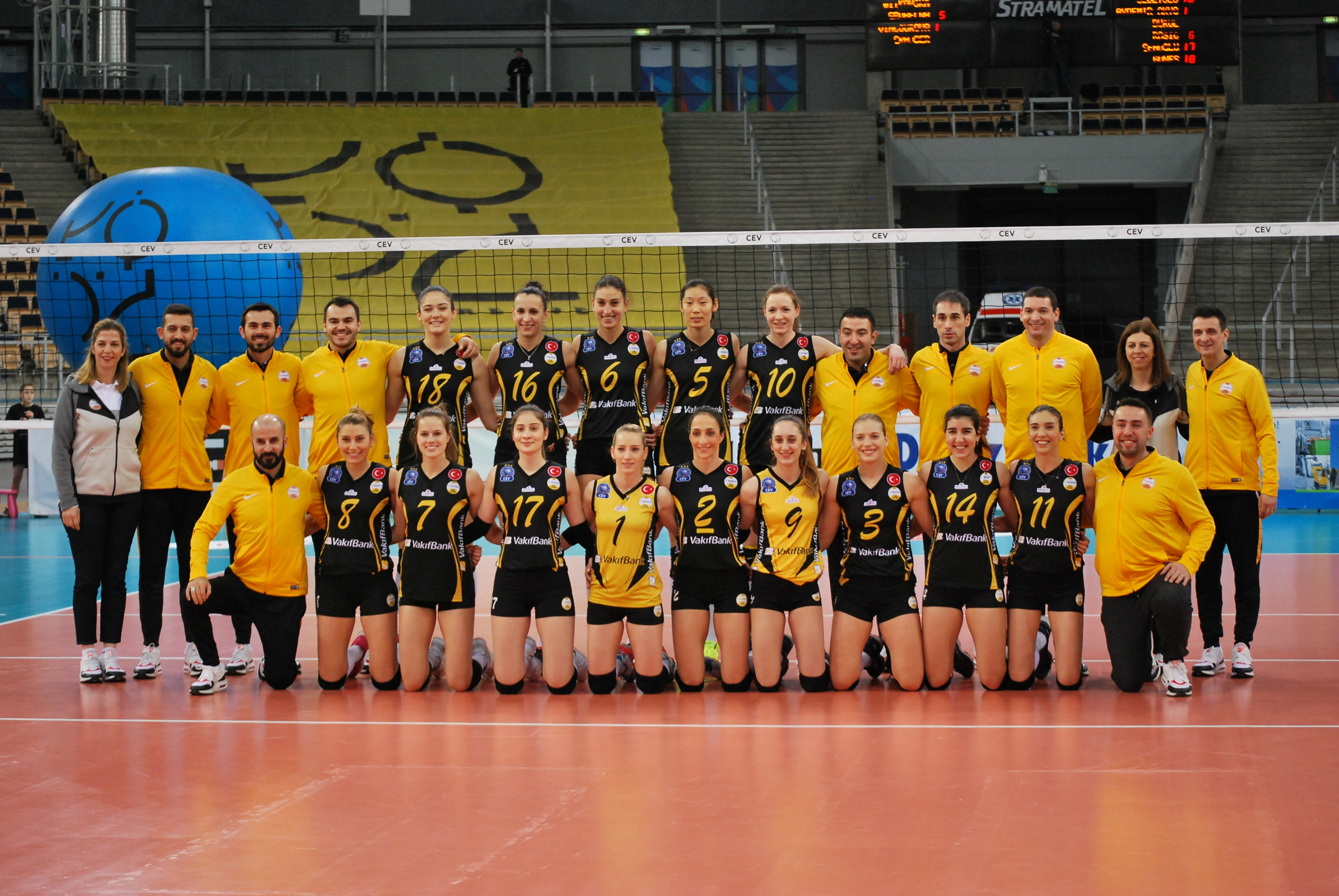
Vakifbank estambul 2018

Vakıfbank S.K. es un club de voleibol turco con sede en Estambul, Turquía. Vakıfbank Sports Club (turco: Vakıfbank Spor Kulübü), actualmente uno de los mejores equipos de voleibol del mundo, doble ganador del Campeonato Mundial de Clubes de Voleibol Femenino FIVB y pentacampeón de la Liga de Campeones de Europa.
A partir del 23 de enero de 2014, el equipo tiene un récord de 73 victorias consecutivas en competiciones oficiales nacionales e internacionales.
Vakıfbank ganó los 52 juegos oficiales jugados durante la temporada 2012-13 y los 51 juegos oficiales jugados en 2013. En la temporada 2017-18, el equipo ganó a los campeones en todos los niveles de competencia local e internacional.
El equipo recolectó los cinco trofeos del campeonato en 2013, siendo el único club en la historia del voleibol que logró esta hazaña.

## Lugar de encuentro
Desde 2016, el club juega sus partidos en casa en el VakıfBank Sports Palace (turco: VakıfBank Spor Sarayı) en Estambul, el lugar tiene una capacidad de 2,000 espectadores.

## Honores

### Competencias internacionales
- FIVB Volleyball Women's Club World Championship
  - Ganadores (2) (registro compartido): 2013, 2017
  - Subcampeones (1): 2011
  - Tercero (1): 2016
- Women's CEV Champions League
  - Ganadores (4): 2011, 2013, 2017, 2018
  - Subcampeones (4): 1998, 1999, 2014, 2016
  - Tercero (1): 2015
- CEV Cup
  - Ganadores (1): 2004
- CEV Challenge Cup
  - Ganadores (1): 2008
- Women's Top Volley International
  - Ganadores(1): 2008

### Competiciones nacionales
- Liga de Voleibol Femenino de Turquía
  - Ganadores (10): 1992, 1993, 1997, 1998, 2004, 2005, 2013, 2014, 2016, 2018
- Turkish Cup
  - Ganadores (6): 1995, 1997, 1998, 2013, 2014, 2018
- Turkish Super Cup
  - Ganadores (3): 2013, 2014, 2017
  - Subcampeones (2): 2010, 2015, 2018

## Jugadores notables
- Carolina Costagrande (2013-2015)
- Elitsa Vasileva (2014-2015)
- Małgorzata Glinka-Mogentale (2010-2013)
- Maja Poljak (2009-2011)
- Kinga Maculewicz (2008-2010)
- Annerys Vargas (2007-2008)
- Angelina Grün (2008-2009)
- Christiane Fürst (2011-2014)
- Jelena Nikolić (2008-2012/2013-2014)
- Jovana Brakočević (2012-2014)
- Milena Rašić (2014-)
- Neslihan Demir (2002-2006/2008-2010)
- Polen Uslupehlivan (2008-2010/2012-2014)
- Arzu Göllü (2007-2010)
- Özge Kırdar Çemberci (2008-2012)
- Nilay Özdemir (2009-2012)
- Elif Ağca Öner (2001-2007/2008-2009)
- Gizem Güreşen (2009-2015)
- Bahar Toksoy (2007-2015)
- Ergül Avcı (2011-2013)
- Aysun Özbek (1996-2008)
- Güldeniz Önal (2008-2015)
- Sheilla Castro (2014-2016)
- Debby Stam (2009-2010)
- Robin de Kruijf (2014-2016)
- Anne Buijs (2015-2016)
- Lonneke Slöetjes (2015-)
- Zhu Ting (2016-)
- Saori Kimura (2012-2013)
- Kimberly Hill (2015-2017)
- Kelsey Robinson (2017-2019)
- Gabriela Guimarães "Gabi" (2019-)
- Isabelle Haak (2019-2022)
- Michelle Bartsch-Hackley (2020-2022)
- Paola Egonu (2022-)